# Державний переворот 2 грудня 1851 року

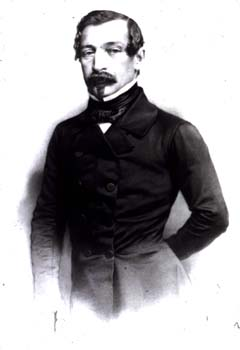
Французький президент Луї-Наполеон Бонапарт 1851 року

Державний переворот 2 грудня 1852 року — переворот, що призвів до ліквідації Другої республіки та встановлення Другої імперії у Франції.

## Передісторія
1848 року у Франції була установлена республіка. На президентських виборах 10 грудня тріумфальну перемогу здобув Луї Наполеон, який значно випередив свого основного суперника Кавеньяка.

## Державний переворот
Державний переворот було здійснено в ніч на 2 грудня 1852 року (річниця аустерліцької битви). Вулицями було розклеєно три прокламації, підписані президентом.
1. Перша була декретом президента, яким розпускались Національні збори та Державна рада, відновлювалось загальне подання голосів та проголошувався воєнний стан. Підпис президента був скріплений підписом міністра внутрішніх справ Морні, брата Бонапарта.
2. Прокламація до народу мотивувала самовладний вчинок президента тим, що конституція робила його безсилим проти ворожої до нього палати; президент апелював до всієї нації, яка мала вирішити, чи мав тривати цей болісний стан. Якщо нація відповість позитивно, то нехай вона обере президентом іншу особу, оскільки він, Наполеон, «не хоче влади, що покладає на нього відповідальність за чужі дії та прив'язує його до керма, коли корабель, вочевидь, прямує до загибелі». Якщо ж нація йому довіряє, то нехай вона надасть йому засіб виконання великої, покладеної на нього задачі. Засіб цей — нова конституція, головні засади якої: відповідальний глава, який призначається на 10 років; міністри, які залежать тільки від виконавчої влади; законодавчі збори, що обираються загальним голосуванням та мають право вето.
3. Третя прокламація зверталась до армії.

### Арешти

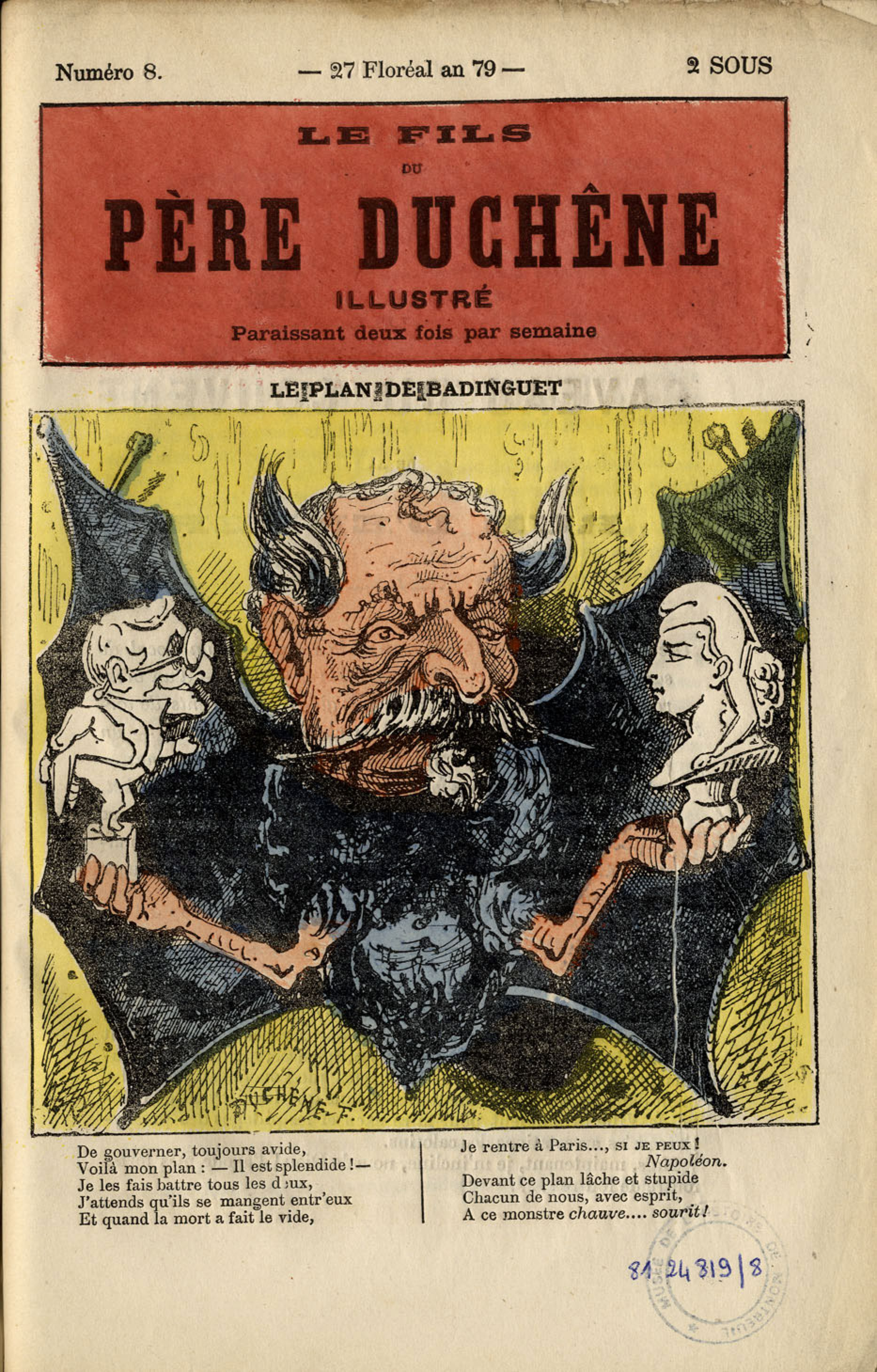
Карикатура на Наполеона III Бонапарта

Розпуск зборів президентом, який чинна на той час конституція визнавала важким злочином, що тягне за собою судове провадження, застало Національні збори зненацька. Щоб послабити імовірний опір, тієї ж ночі були заарештовані майже всі політичні діячі, які видавались небезпечними, в тому числі генерали Бедо, Кавеньяк, Шангарне, Ламорисьєр, Лефло, полковник Шаррас, Тьєр та багато інших.

### Протести й заворушення
Протести проти самовладного вчинку президента не відзначались особливою енергією. Верховний суд зібрався, проте замість негайного вжиття заходів проти президента вагався й очікував на завершення боротьби. Члени Національних зборів, хто вцілів, на чолі яких стояли Мішель (з Буржа), Віктор Гюго, Жуль Фавр, Боден (убитий на барикаді) й інші, збирались то тут, то там, усюди їх розганяли поліція та війська, закликали до боротьби, розклеювали прокламації, проте й вони не виявляли ані значної енергійності, ані одностайності. Тим не менше, в Парижі почались вуличні заворушення: десь виникли барикади.
Уряд розклеїв прокламації, підписані військовим міністром, в яких погрожував розстрілом без суду всім, узятим на барикаді зі зброєю в руках.

### 4 грудня 1852 року
Остання прокламація зазначала, що президент вирішив не гребувати нічим — і дійсно, 4 грудня на вулицях Парижа відбулась страшна бійня. Безліч людей, які не брали ніякої участі в протесті проти перевороту, було вбито чи схоплено та розстріляно; серед убитих були жінки та діти; за цим почались масові заслання до Каєнни та Ламбессу. З такою самою жорстокістю було придушено і спроби опору в провінціях.

### Підтримка церкви
Папа Пій IX надіслав Наполеону своє благословення; духовенство почало посилено агітувати за нього. 20 та 21 грудня плебісцит, влаштований під сильним поліцейським тиском, санкціонував переворот 7,5 млн голосами проти 640 тисяч.

## Нова конституція
14 січня 1852 року була опублікована конституція, вироблена за зразком консульської конституції 1799 року; це була чисто монархічна конституція, хоч і з виборним на 10 років президентом. Президент названий в ній відповідальним, проте жодних способів притягнення його до відповідальності не було зазначено; за законодавчим корпусом залишилось тільки право обговорення законів, яке він поділяв із сенатом; право законодавчої ініціативи належало одній державній раді; виконавчу владу було віддано цілковито в руки президента й підзвітних йому одному міністрів.

## Один крок до імперії
Залишалось зробити тільки один крок, щоб перетворити республіку на імперію. Однак Наполеон все ще вагався. 29 березня 1852 року, відкриваючи сесію Законодавчого корпусу, він казав: «збережемо республіку; вона нікому не загрожує та може заспокоїти всіх. Під її стягом я хочу знову освятити еру забуття й примирення». Восени того ж року, однак, все вже було підготовлено до завершення перевороту.